# Borgmästargränd

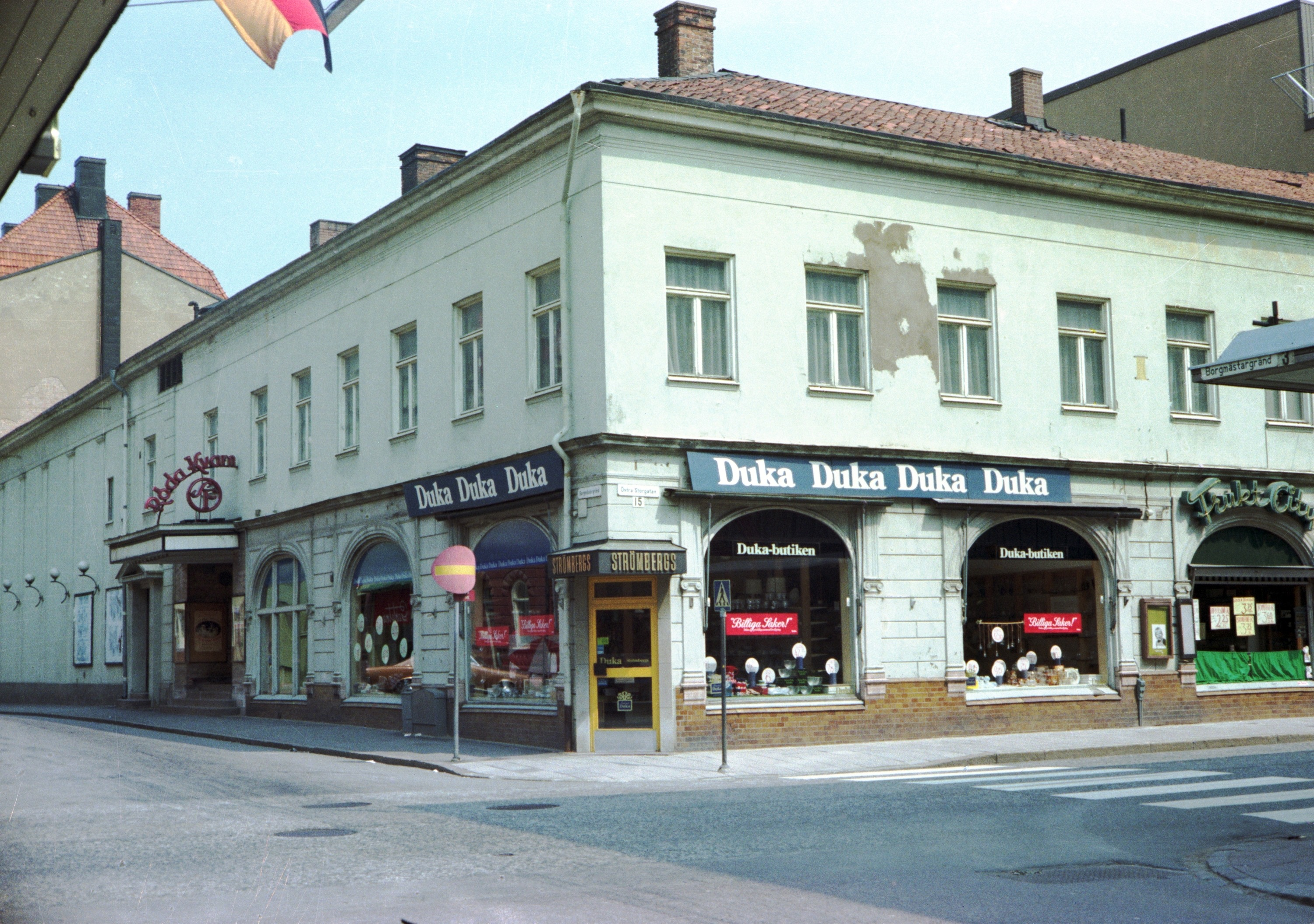
Borgmästargränd med biograf Röda Kvarn, tidigt 1970-tal

Borgmästargränd är en tvärgata till Östra Storgatan på Öster i Jönköping. 
I början av 1600-talet, då stadens borgare tilldelades fastigheter i den återuppförda staden på ny mark, låg Vätterns strandlinje omkring 30 meter norr om dåvarande Storgatan. Alla fastigheter norr gatan hade strandtomter, liksom fastigheterna söder om Smedjegatan.
Borgmästargränd var ursprungligen, från grundläggandet av den nya staden på Sanden på 1610-talet, en gränd som gick enbart mellan Storgatan och Munksjöns strand. Sträckan åt norr till stranden av Vättern lades till under första hälften av 1700-talet och var vid sidan av Bredgränd en av de bredare gränderna i staden utmed Storgatans sträckning mellan i väster Hamnkanalen och i öster Östra stadsporten i närheten av nuvarande Vedtorget och nuvarande Undergången.
Gränden har sitt namn efter borgmästaren Per Christian Lindqvist (1771-1830).
Väveriet och färgeriet Sahlströmska Fabrikens AB låg vid  Borgmästargränd norr om Östra Storgatan mot Vättern fram till andra hälften av 1860-talet, då fabriken flyttade in i Jönköpings Östra Tändsticksfabriks tidigare lokaler på Liljeholmen. På tomten, mot Östra Storgatan, uppförde Jönköpings Handelsbank på 1880-talet en fastighet med bankkontor, vilket hade ritats av Wilhelm Witting.

## Röda Kvarn
Svenska Biografteatern öppnade 1916 en biograf vid Borgmästargränd, med en entré som ritades av August Atterström. Den hyrdes på tio år och fick namnet Röda Kvarn. Efter en restaurering hade biografen 400 sittplatser. För biografens inre dekorativa utformande stod arkitekten Ragnar Östman. På premiärkvällen visades Mauritz Stillers dramafilm Vingarne från 1916 med Egil Eide, Lili Bech och Lars Hanson. sidorna 171–175
Röda Kvarn fanns på denna plats fram till början av 1970-talet, då huset revs.